# クルップ

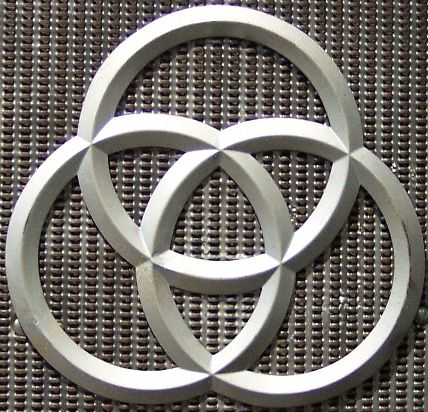
社章

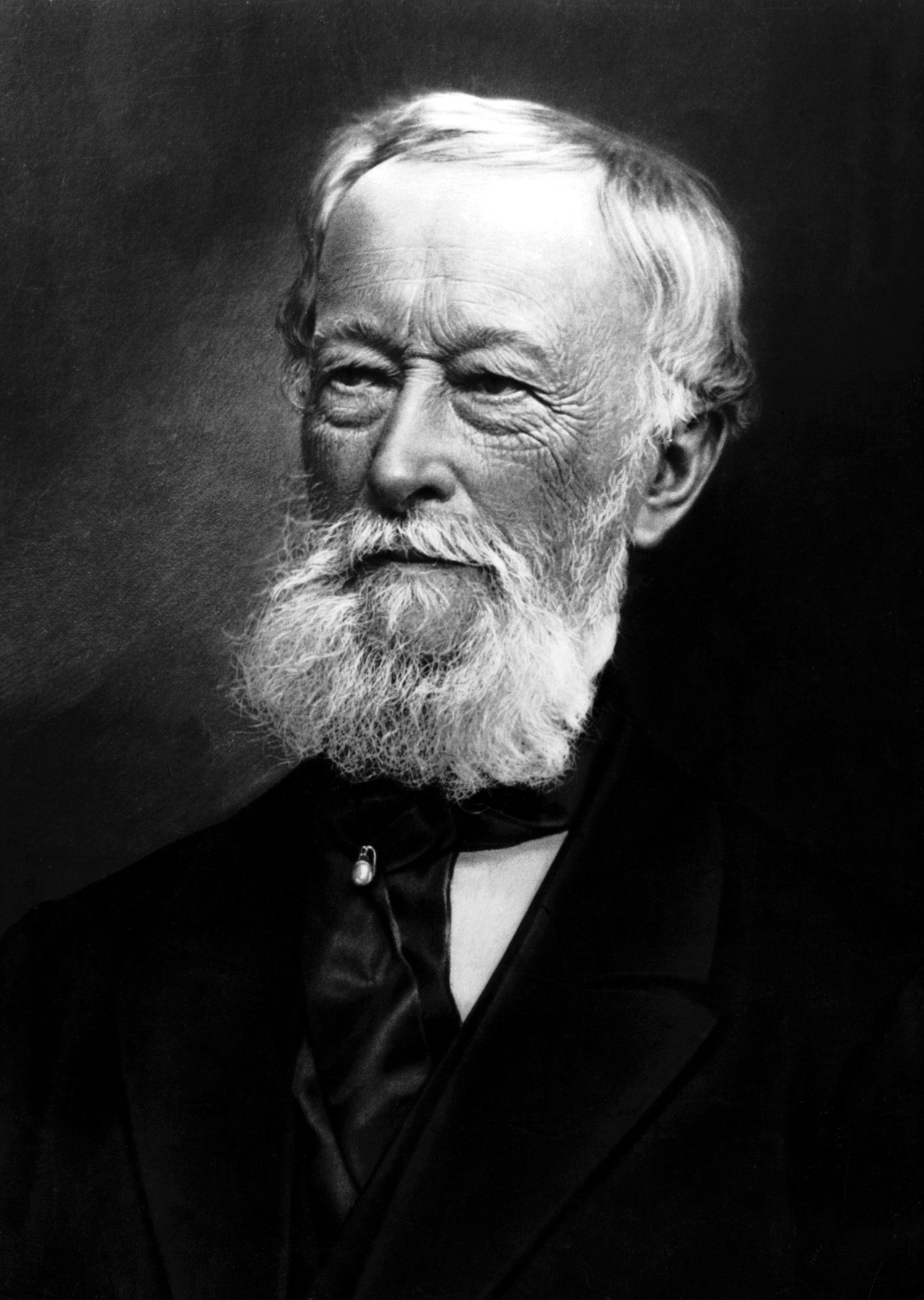
アルフレート・クルップ

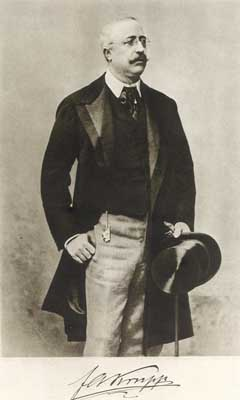
フリードリヒ・アルフレート・クルップ

クルップ（Krupp）は、ドイツの工業地帯であるエッセンを地盤とする、ドイツの製鉄業、兵器製造企業として長い歴史を持つ、重工業企業である。
1999年にティッセン社と合併し、巨大工業コングロマリットのティッセンクルップとなった。

## 端緒
クルップの歴史は、鋼鉄とともに始まった。昔から、強靭な鉄である鋼鉄は、鍛冶屋が金床に鉄材を載せて鎚で叩いて鍛造するしかなかったため、サイズや形が限られていた。鋳型に熔鉄を流して作る鋳鉄は、大きなものを作れ造型の自由度は高かったが、もろく壊れやすかった。このため、鋳型で鋼鉄を作る鋳鋼の技術が研究され、18世紀の末にイギリスのシェフィールドで鋳鋼の技術が確立されて、世界の需要を独占した。
プロイセンの炭坑町だったエッセンに住む発明家のフリードリヒ・クルップ（1787年-1826年）は、イギリスが独占する鋳鋼の製造技術を解明することを志した。彼はライン川の河畔に小さな木造の水車小屋を建て、水力を動力とする研究室を構えた。この水車小屋が、のちの巨大企業・クルップの源流である。
彼はその工房にこもり、鋳鋼の製造法の解明を試みた。だが技術的な難関を乗り越えることができず、借金を重ね、晩年には気力をなくして寝たきりになった。彼が39歳で貧困のうちに窮死したその日、作業小屋とわずかな従業員は、14歳だった長男のアルフレート・クルップ（Alfred Krupp、1812年-1887年）に引き継がれた。
アルフレートは数年のあいだ工房にこもって研究を重ねたのち、ついに鋳鋼の製造に成功する。彼は細々と工具や食卓ナイフ、スプーンの製造を始めた。鋳型に模様をつけることで、柄に花などの模様のあるスプーンを最初に作り出したのはクルップだった。のちには貨幣の鋳造機や蒸気機関車の車輪の製造を開始し、苦労しながらもクルップの事業は軌道に乗りはじめた。

## 鉄道事業
1834年、ドイツ関税同盟が成立し、加盟国間での関税や通行料は廃止された。すぐにアルフレートは商用旅行に出かけ、大量の鉄道車輪の注文取り付けに成功した。この年からクルップの工場は渇水のたび停止する水力に頼ることをやめ、エッセンで最初とされる蒸気機関を工場に据えつけて動力に用いるようになった。
ドイツに最初に鉄道が敷かれたのは、後発国の割には早い1835年である。鉄道は当時まさに金のなる木であり、鉄鋼は鉄道には欠かせなかったためこのニュースにアルフレートは「新しい未来が私たちの前に開けている。今や私たちは、鋼鉄の時代に生きているのだ」と、飛び上がって喜んだ。また、鉄道は沿線の間の交易を発達させ、国民経済の形成に大きく貢献した。クルップは有力な鉄鋼製品製造業者に成長してゆく。クルップ社の紋章の三つの輪は社業の基礎となった鉄道車輪を表すものである。

## 軍事産業への参入
フランスでは1830年には7月革命、1848年に2月革命がおこり、そのたびにヨーロッパでは革命の嵐が吹き荒れたが、アルフレート・クルップは商売のことしか考えていなかった。そして、彼の発想は戦争で繁盛するなら大いに結構、というクルップ家の伝統へとつながってゆくのである。
次第にアルフレートは武器の生産に目をつけてゆく。1843年には鋼鉄製の銃、1847年には大砲をプロイセンの陸軍当局に送って売込みをかけるが、にべもなかった。それならばとアルフレートはプロイセン国王フリードリヒ・ヴィルヘルム4世に大砲を献上する。この大砲は王宮の大理石の広間に置かれ、大いにPRとなった。1851年、ロンドンの第1回万国博覧会に6ポンドの大砲を出品した。あえて万博に戦争の道具を出品したアルフレートは、見事金賞を勝ち取った。
ヴィルヘルム1世は、アルフレートが先王に大砲を献上したことからクルップへ300門もの大砲を発注した。また、かの鉄血演説を行ったオットー・フォン・ビスマルクが宰相となり、アルフレートの元を訪れた。2人は意気投合し、ドイツの近代化を強力に推し進めた。
新製鋼法を導入し、事業を順調に伸ばすアルフレートは、プロイセンだけではなく軍備強化に励む各国から手広く受注していた。その一方で、プロイセンが国内の鉄鋼業者から競争入札で大砲の発注元を決めようとしたときは「一門でもクルップ以外の鉄鋼業者が注文を取ったら、直ちに全世界に対して、彼らの欲する大砲を売り渡すであろう」と脅迫めいた内容の手紙を出している。
そんなアルフレートに対して、いつしか人々は皮肉をこめて「大砲王」と呼ぶようになった。もっとも、本人はその称号をいたく気に入っていたようである。クルップは兵器だけでなく、鉄道用品の製造に力を注いだ。特にクルップの作る継ぎ目なしの車輪は、丈夫でしかも摩擦が少ないということから年々受注が増えた。こうして建設された鉄道、そして大砲が普仏戦争をプロイセン王国の勝利に導いたのである。1867年、アルフレートはナポレオン3世が主催するパリ万国博覧会には化け物のような大きさの巨砲を出品した。
当時オランダに留学中の榎本武揚や赤松則良らはアルフレート・クルップを訪れ社長と会見している。同時に当時建造中の軍艦開陽丸に搭載する大砲を注文し、最終的に18門が搭載された。日本でもクルップの火砲を元に多数の火砲が製造され、日露戦争の時には多数のクルップ式火砲を装備していた。日本語名として「克式」と呼ばれた。中国にもクルップの火砲は供与され、ギネスブックにも載る胡里山砲台は日中戦争の際に日本の軍艦を砲撃したと伝えられている。築地と横浜の外国人居留地にあったドイツ系貿易商館のアーレンス商会が代理店となった。
1903年にフリードリヒ・クルップ社（ドイツ語: Friedrich Krupp AG）を設立。
クルップ社は1900年に約45000人の労働者を抱え、社宅を提供するなどの福利厚生も行っていた。

## 2つの世界大戦

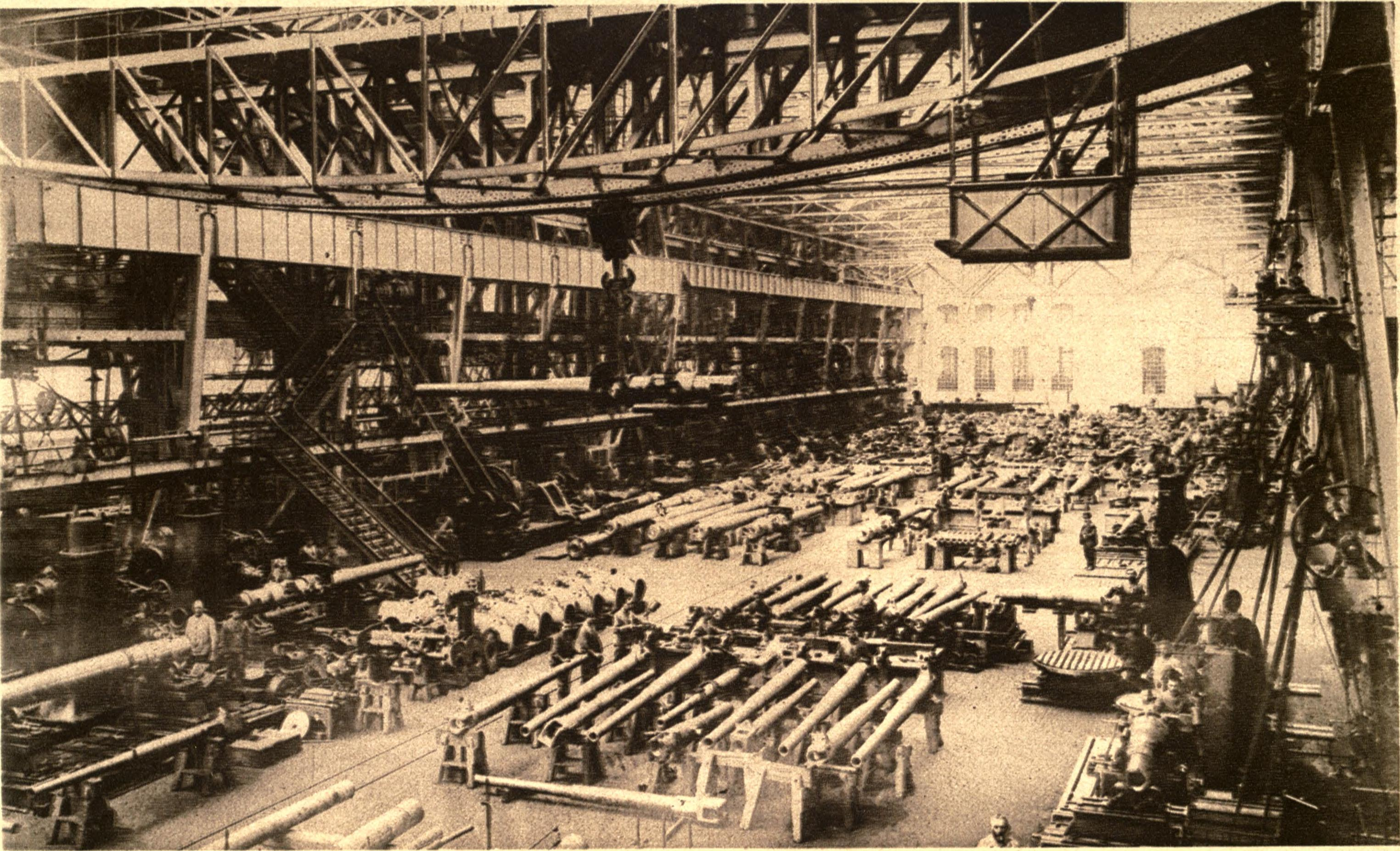
第一次世界大戦中のクルップ兵器工場

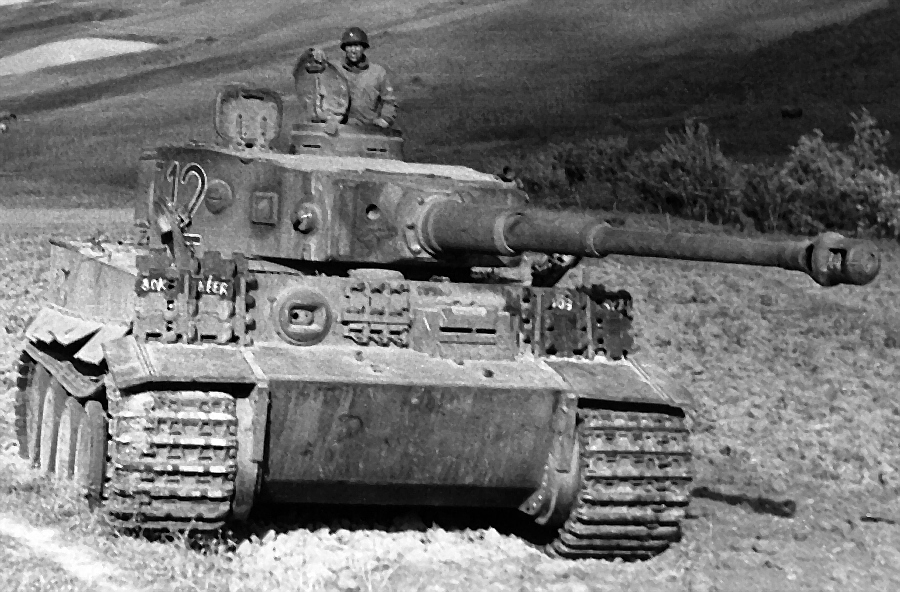
ティーガーI（タイガーI）重戦車。ヘンシェル社の設計だが、砲塔はクルップ社による

### 第一次世界大戦
ドイツ陸軍向けに、1914年、420mm砲を、また1917年〜1918年にはパリ砲を製作している。戦後、ボフォース社と共に8.8 cm FlaK 18/36/37を開発した。

### 第二次世界大戦
ドイツ国防軍向けに、戦車・砲・軍用トラックなどの兵器を製造した。連合軍の占領を避けるため、ドイツ国内で工場を移転しながら終戦まで製造を続けた。主要な戦車としては、I号戦車、IV号戦車がクルップ社の設計で、戦時中はクルップ・グルソン工場がIV号戦車の主生産工場だった。ただし、III号突撃砲の主工場だったアルケット社が爆撃により大損害を被ったのに伴い、1943年末からはIV号戦車の生産はニーベルンゲンヴェルケに引き継ぎ、クルップ社はIII号突撃砲の代替車輌であるIV号突撃砲の生産を担当した。更に世界最大の列車砲である80cm列車砲の開発・製造も行っている。
1936年からの中独合作における三年計画では、シーメンスなどともに中国（中華民国）に兵器工場を建設し、中国国民党へ兵器を販売していた。

## 第二次世界大戦後
第二次世界大戦後、グスタフ・クルップ前会長はニュルンベルク裁判の被告人として起訴されたが、高齢のグスタフは公判に耐え切れないものとして起訴を取り下げられた。その後、ニュルンベルク継続裁判の一つであるクルップ裁判においてグスタフの息子アルフリート・クルップ会長をはじめとするクルップ社幹部が裁かれた。
上智大学内にはクルップ社からの寄付で建てたクルップ・ホールがある。

## 文献
- ウィリアム・マンチェスター『クルップの歴史 1587〜1968』上・下（鈴木主税訳 フジ出版社 1982年）
- N・ムーレン『クルップ五代記』（江藤淳訳 新潮社 1961年）
- 諸田実『クルップ ドイツ兵器王国の栄光と崩壊』（東洋経済新報社 1970年）
- Peter Chamberlain、Hilary Doyle『ENCYCLOPEDIA OF GERMAN TANKS OF WORLD WAR TWO - 月刊モデルグラフィックス別冊・ジャーマンタンクス』（大日本絵画 1986年）
- 帝国書院編集部『明解世界史図説 エスカリエ 十一訂版』（帝国書院、2019年、158ページ）